# Katholikenhetze
Als Katholikenhetze wird eine antiklerikale und antikatholische Stimmung einschließlich gewaltsamer Ausschreitungen in Schlesien und Brandenburg vor und während des Deutschen Krieges von 1866 bezeichnet. Der politische Kampfbegriff aus insbesondere der katholisch geprägten Publizistik und die zugrundeliegenden Konflikte gelten als Vorläufer des Kulturkampfes.

## Ursprung des Begriffs
Der Begriff „Katholikenhetze“ für die katholikenfeindlichen Ereignisse in Schlesien und Brandenburg geht auf den Bischöflichen Sekretär Linus Mache zurück. Im Herbst 1866 veröffentlichten die Historisch-politischen Blätter für das katholische Deutschland, das Organ des politischen Katholizismus, einen Bericht mit dem Titel „Die Katholikenhetze in Preußen während des deutschen Krieges“. Darin beschrieb der anonyme Verfasser – tatsächlich Linus Mache – antiklerikale und antikatholische Vorfälle in Schlesien und Brandenburg. Für den Bericht griff Mache auf Artikel zweier katholischer schlesischer Zeitungen zurück. 
In der Auseinandersetzung zwischen Preußen und Österreich wie der italienischen Nationalbewegung sahen führende Katholiken in Deutschland sowohl eine Gefahr für die Stellung des Papstes als auch eine direkte Bedrohung des Katholizismus. Umgekehrt waren im protestantischen Preußen antikatholische Ressentiments stark verbreitet. Vor allem das Bildungsbürgertum hielt den Katholizismus für rückständig.